# غردونية
الغُردونِيَة هو جنس من كاسيات البذور في فصيلة الشاي المرتبطة بالكامِيلية. بين الأنواع الأربعين تقريبًا يعود جلها باستثناء نوعين بين نحو الأربعين نوعًا إلى جنوب شرق آسيا في جنوب الصين وتايوان والهند الصينية. موطن الأنواع المتبقية جنوب شرق أمريكة الشمالية من فرجينية جنوبًا إلى إفلردة وغربًا إلى لُوِيزِيانة.